# 椒絲腐乳通菜
椒絲腐乳通菜為中國廣東、香港和澳門地區常見的小菜。腐乳用生油搗爛成腐乳醬，再與調味料拌勻，熱油後放入蒜茸爆香，再加入紅椒絲及腐乳醬，最後加入通菜炒熟即可。